# Île Quirpon
L'île Quirpon est une île de 7 kilomètres de long située dans le golfe du Saint-Laurent à la pointe nord de Terre-Neuve dont elle est séparée par un chenal maritime de 200 mètres de large.

## Géographie
L'île Quirpon est située dans le golfe du Saint-Laurent au-delà de la pointe nord-est de Terre-Neuve, la côte orientale de l'île  bordant la mer du Labrador,  à l'est de la baie de Médée et du site archéologique Vikings de L'Anse-aux-Meadows. 
L’extrémité nord de l’île est marquée par le cap Bauld. Sur la côte orientale s'ouvre la baie des Grands Galets.